# Dana Winner
Dana Winner (Hasselt, 10 de fevereiro de 1965) é uma cantora belga, ela começou a aparecer no cenário artístico belga e holandês em 1989. O publico belga a elegeu através de uma votação feita por uma estação de TV como a artista mais popular do país, por cinco anos seguidos. Ela alcançou sucesso em vários países, entre eles África do Sul, Alemanha, Áustria, Suíça, Dinamarca, Suécia, e vendeu mais de 2,5 milhões de álbuns em todo o mundo.

## Discografia
- (1989): Op Het Dak Van De Wereld...
- (1991): Adios
- (1993): Regenbogen
- (1994): Mijn Paradijs
- (1995): Regen Van Geluk
- (1996): Waar Is Het Gevoel? ‎
- (1997): Wo Ist Das Gefühl?
- (1997): Geef Me Je Droom ‎
- (1998): In Love With You
- (1999): Yours Forever
- (1999): Ergens In Mijn Hart
- (1999): Mein Weg... ‎
- (2000): Licht En Liefde
- (2001): Rainbows Of Love
- (2001): Unforgettable
- (2002): Unforgettable Too
- (2003): One Way Wind
- (2003): Märchenland Der Gefühle
- (2005): Beautiful Life
- (2005): Het Laatste Nieuws
- (2006): Als Je Lacht
- (2008): Tussen Nu En Morgen
- (2010): Parels Uit De Noordzee
- (2011): Kerst Met Dana Winner
- (2016): Puur[6]